# Jonathan Bennett (diễn viên)
Jonathan D. Bennett (sinh ngày 10 tháng 6 năm 1981) là một diễn viên và người mẫu người Mỹ.  Anh được biết đến với vai diễn Aaron Samuels trong bộ phim hài năm 2004 Mean Girls, Bud McNulty trong Cheaper by the Dozen 2 năm 2005, nhân vật chính trong bộ phim hài ăn khách trực tiếp ra đĩa DVD năm 2009 Van Wilder: Freshman Year, và các vai diễn định kỳ của anh là Casey Gant trong bộ phim truyền hình bí ẩn của UPN là Veronica Mars. Anh là host của Halloween Wars của loạt phim Food Network và trước đây anh là host của Cake Wars.

## Đầu đời
Bennett sinh ra ở Ohio, con trai của ông David Bennett, một bác sĩ Toledo, và bà Ruthanne Bennett (nhũ danh Mason). Anh có hai anh trai cùng cha khác mẹ, Brian và Brent, và một em gái cùng cha khác mẹ, Lisa. Mẹ của Bennett qua đời ngày 30 tháng 11 năm 2012, ở tuổi 67, và cha anh qua đời vào ngày 28 tháng 4 năm 2014, ở tuổi 73.
Bennett theo học trường tiểu học Eagle Point ở Rossford, Ohio, và tốt nghiệp Trường Trung học Rossford năm 1999. Bennett theo học Đại học Otterbein.

## Sự nghiệp
Sau khi chuyển đến New York, anh được chọn tham gia opera xà phòng All My Children của đài ABC với vai J.R. Chandler từ năm 2001 đến năm 2002. Kể từ đó, anh đã xuất hiện trong nhiều bộ phim truyền hình khác nhau, bao gồm Law & Order: Special Victims Unit, Smallville và  Veronica Mars.
Bennett đã đóng vai chính trong bộ phim hài Mean Girls năm 2004 với vai Aaron Samuels, mối tình của nhân vật của ngôi sao Lindsay Lohan. Năm 2005, anh đóng vai chính trong bộ phim hài gia đình Cheaper by the Dozen 2 và bộ phim hài lãng mạn Lovewrecked. Năm 2007, Bennett xuất hiện trong loạt phim truyền hình tiền truyện trực tiếp video The Dukes of Hazzard: The Beginning, trong đó anh đóng vai Bo Duke. Năm 2009, anh đóng vai chính trong Van Wilder: Freshman Year, và xuất hiện với vai Nick trong bộ phim gốc Elevator Girl của Hallmark.
Vào ngày 4 tháng 9 năm 2014, Bennett được công bố là một trong những người nổi tiếng cạnh tranh trong mùa thứ 19 của Dancing with the Stars. Anh đã đóng cặp với vũ công chuyên nghiệp Allison Holker. Bennett và Holker đã bị loại vào Tuần 6 của cuộc thi và kết thúc ở vị trí thứ 9.
Từ năm 2015 đến năm 2017, Bennett đã tổ chức cuộc thi nấu ăn Food Network, chương trình Cake Wars.
Năm 2016, Bennett đóng vai điệp viên thể thao đồng tính Lucas trong hai tập phim của Hit the Floor.
Năm 2018, cùng với đầu bếp nổi tiếng Nikki Martin, anh đã phát hành một cuốn sách dạy nấu ăn văn hóa đại chúng có tựa đề The Burn CookBook.
Vào ngày 13 tháng 1 năm 2019, có thông báo rằng Bennett sẽ trở thành người giám hộ cho mùa thứ hai của chương trình cạnh tranh thực tế Celebrity Big Brother.

## Đời tư
Bennett là người đồng tính và đang có mối quan hệ với cựu thí sinh Amazing Race và người dẫn chương trình Celebrity Page hiện tại Jaymes Vaughan. Vào ngày 30 tháng 11 năm 2020, đại diện của Bennett xác nhận anh đã đính hôn với Vaughn, người đã cầu hôn trên trường quay The Christmas House với một bài hát gốc.

## Danh sách phim

### Phim
| Năm  | Tựa phim                     | Vai                  | Ghi chú |
| ---- | ---------------------------- | -------------------- | --- |
| 2003 | Season of Youth              | Taylor               | Palm Beach International Film Festival Award for Best Actor |
| 2004 | Mean Girls                   | Aaron Samuels        | Được đề cử — Teen Choice Award for Choice Movie Chemistry (được chia sẻ với Lindsay Lohan) Được đề cử — Teen Choice Award for Choice Breakout Movie Star - Male |
| 2005 | Love Wrecked                 | Ryan Howell          | |
| 2005 | Cheaper by the Dozen 2       | Bud McNulty          | |
| 2006 | Bachelor Party Vegas         | Nathan               | |
| 2009 | The Assistants               | Zack Cooper          | |
| 2009 | Van Wilder: Freshman Year    | Van Wilder           | |
| 2012 | Memorial Day                 | Thượng sĩ Kyle Vogel | |
| 2012 | Music High                   | Jasper "Jazz" Poland | |
| 2012 | Divorce Invitation           | Michael              | |
| 2012 | Slightly Single in L.A.      | Seven                | |
| 2012 | Christmas Crush              | Ben                  | |
| 2013 | Pawn                         | Aaron                | Cũng là nhà sản xuất điều hành |
| 2013 | Anything Is Possible         | George               | |
| 2013 | The Secret Village           | Greg                 | |
| 2013 | Misogynist                   | Harrison             | Được đề cử — Los Angeles International Underground Film Festival LAIUFF Award for Best Actor Đồng thời là nhà đồng sản xuất                                     |
| 2014 | Authors Anonymous            | William Bruce        | Cũng là nhà sản xuất điều hành |
| 2014 | Mining for Ruby              | Andrew               | |
| 2014 | A Christmas Kiss II          | Sebastian            | |
| 2015 | Paid in Full                 | Jack                 | |
| 2015 | Cats Dancing on Jupiter      | Ben Cross            | |
| 2015 | A Dogwalker's Christmas Tale | Dean Stanton         | |
| 2016 | Submerged                    | Matt                 | |
| 2016 | Do Over                      | Anthony Campana      | |
| 2016 | Romantically Speaking        | Nathan               | |
| 2016 | Deadly Retreat               | Mike                 | |
| 2016 | Do You Take This Man         | Christopher          | Đồng thời là nhà đồng sản xuất |
| 2017 | Bride to Be                  | Danny                | |
| 2019 | The Haunting of Sharon Tate  | Jay Sebring          | |

### Phim truyền hình
| Năm          | Tựa phim                            | Vai            | Ghi chú                                  |
| ------------ | ----------------------------------- | -------------- | ---------------------------------------- |
| 1997         | Dad                                 | N/A            | Tập: "Habadadery"                        |
| 1998         | The Bill                            | Youth          | Tập: "Racer"                             |
| 2001–2002    | All My Children                     | JR Chandler    | Vai chính                                |
| 2002         | Law & Order: Special Victims Unit   | Kyle Fuller    | Tập: "Deception" & "Vulnerable"          |
| 2003         | Boston Public                       | Ethan Guest    | Tập: "Chapter Sixty-Three"               |
| 2004–2005    | Veronica Mars                       | Casey Gant     | 2 tập                                    |
| 2005         | Smallville                          | Kevin Grady    | Tập: "Blank"                             |
| 2007         | The Dukes of Hazzard: The Beginning | Bo Duke        | Phim truyền hình                         |
| 2007         | Cane                                | Brad           | Tập: "Time Away"                         |
| 2010         | Elevator Girl                       | Nick Sweeney   | Phim truyền hình                         |
| 2012         | Fred: The Show                      | Lash Landridge | Tập: "Freddy and the Figglettes, Part 2" |
| 2012         | Holiday High School Reunion         | Ben Oliver     | Phim truyền hình                         |
| 2013         | The Wrong Woman                     | Ben            | Phim truyền hình                         |
| 2013         | Police Guys                         | Bản thân       | Phim truyền hình                         |
| 2013         | The Glades                          | Drew Green     | Tập: "Killer Barbecue"                   |
| 2014         | Copycat                             | Host           |                                          |
| 2014         | Sweet Surrender                     | Jerry          | Phim truyền hình                         |
| 2014         | Dancing with the Stars              | Contestant     | Season 19                                |
| 2014         | A Christmas Kiss II                 | Sebastian      | Phim truyền hình                         |
| 2015         | Romantically Speaking               | Nathan         | Phim truyền hình                         |
| 2015         | Christmas Cookie Challenge          | Host           |                                          |
| 2015–2017    | Cake Wars                           | Host           |                                          |
| 2016         | Cupcake Wars                        | Host           |                                          |
| 2016–present | Halloween Wars                      | Host           |                                          |
| 2016         | Hit the Floor                       | Lucas          | 2 tập                                    |
| 2016         | Awkward                             | Ethan          |                                          |
| 2017         | Love At First Glance                | Victor         | Phim truyền hình                         |
| 2018–2019    | Entertainment Tonight               | Correspondent  |                                          |
| 2018         | The Last Sharknado: It's About Time | Billy the Kid  | Phim truyền hình                         |
| 2018         | Christmas Made to Order             | Steven         | Phim truyền hình                         |
| 2019         | Celebrity Big Brother               | Contestant     | Season 2                                 |
| 2019         | Supergirl                           | Quentin        | Tập: "Stand and Deliver"                 |
| 2019         | Lindsay Lohan's Beach Club          | Himself        | Tập: "After the Show"                    |
| 2020         | Station 19                          | Michael        | Tập: "Ice Ice Baby"                      |
| 2020         | RuPaul's Drag Race                  | Bản thân       | Tập: "Snatch Game"                       |
| 2020         | The Christmas House                 | Brandon        | Phim truyền hình (Hallmark)              |

### Video âm nhạc
| Năm  | Tựa phim        | Nghệ sĩ       | Ref.   |
| ---- | --------------- | ------------- | ------ |
| 2018 | "Thank U, Next" | Ariana Grande | [ 21 ] |